# Алия (Италия)
А̀лия (на италиански и на сицилиански Alia) е малко градче и община в Южна Италия, провинция Палермо, автономен регион и остров Сицилия. Разположено е на 726 m надморска височина. Населението на общината е 3806 души (към 2011 г.).